# Кшемениця (Лодзинське воєводство)
Кшемениця (пол. Krzemienica) — село в Польщі, у гміні Черневиці Томашовського повіту Лодзинського воєводства.
Населення — 191 особа (2011).
У 1975-1998 роках село належало до Пйотрковського воєводства.

## Демографія
Демографічна структура станом на 31 березня 2011 року:
|          | Загалом | Допрацездатний вік | Працездатний вік | Постпрацездатний вік |
| -------- | ------- | ------------------ | ---------------- | -------------------- |
| Чоловіки | 96      | 19                 | 64               | 13                   |
| Жінки    | 95      | 19                 | 52               | 24                   |
| Разом    | 191     | 38                 | 116              | 37                   |